# Рейнская операция
Рейнская операция или Операция «Пландер» (англ. Operation Plunder) — стратегическая военная операция вооружённых сил союзников против немецких войск в ходе Второй мировой войны с целью форсирования Рейна, часть Центрально-Европейской операции.

## Ход операции
Перед операцией была проведена часовая артиллерийская подготовка.
В полосе 30-го армейского корпуса 2-й английской армии четыре батальона 51-й пехотной дивизии начали форсирование. К утру соединения 30-го корпуса заняли плацдарм глубиной до 4 км. Также успешно форсировали Рейн войска 12-го корпуса 2-й английской армии и 16-го корпуса 9-й американской армии. Части 12-го корпуса овладели Везелем. Сопротивление немцев было незначительным.
В этот же день северо-восточнее Везеля высадился воздушный десант.

## Результаты
К исходу 24 марта войска 21-й группы армий захватили на правом берегу Рейна несколько плацдармов глубиной от 10 до 12 км.

## В культуре
Рейнская операция отражена в компьютерных играх из серии Call of Duty: Call of Duty 2, где игрок в составе подразделения должен форсировать Рейн и захватить плацдарм в районе городка Фаллендар, и Call of Duty WWII, где игрок в составе 1-й американской армии переправляется через Рейн с помощью железнодорожного моста вблизи города Ремаген.